# Roger Foussat
Pour les articles homonymes, voir Foussat.
Roger Foussat est le premier président du Cercle Saint-Pierre de Limoges. Il fonda le Limoges CSP, en 1929.

## Roger Foussat, président du Cercle Saint-Pierre (1929-?)
Le Limoges CSP n'aurait pas pu voir le jour sans la volonté de Roger Foussat et de ses hommes. L'acte de création du Cercle Saint-Pierre date du 13 novembre 1929, au 3 rue Saint-Nicolas. L'acte fut rempli à la préfecture en la présence de Emmanuel Foussat (vice-président) et de André Guichard (Secrétaire trésorier). Le Limoges CSP est un patronage.
Le club installe ses premiers locaux non loin de l'église Saint-Pierre du Queyroix. Il n'y a pas trop d'équipements. Il faudra attendre 1933 pour voir la création de la section basket.

## Plaquette
- Plaquette du cinquantenaire du CSP Limoges, 1978-1979